# فيين (إقليم فرنسي)
فيين (بالفرنسية:Vienne) هو إقليم فرنسي أخذ اسمه من نهر فيين وهو رافد تابع للنهر الرئيسي لوار. ينتمي إلى منطقة بواتو شارنت. يبلغ عدد سكانه حوالي 430,018 نسمة وفق تعداد 2012. مركز الإقليم ومدينته الكبرى في هي بواتييه.

تعليق

## جغرافيا
يحيط به كل من الأقاليم التالية : شارنت في الجنوب الغربي، دو سيفر في الغرب، ماين ولوار في الشمال، أندر ولوار في الشمال الشرقي، أندر في الشرق وفيين العليا في الجنوب الشرقي.

## تاريخ
قبل الثورة الفرنسية, كان معظم أراضي هذا الإقليم الجزء الشرقي من مقاطعة بواتو خلال الحكم الأرستقراطي في فرنسا.
يعد إقليم فيين واحد من الأقاليم الـ 83 التي تشكلت منها فرنسا، والتي تم إنشأها أثناء الثورة الفرنسية يوم 4 مارس 1790.

تعليق

## توأمة
لفيين (إقليم فرنسي) اتفاقيات توأمة مع:
- فروتسواف (1990 - )[3]

## معرض صور

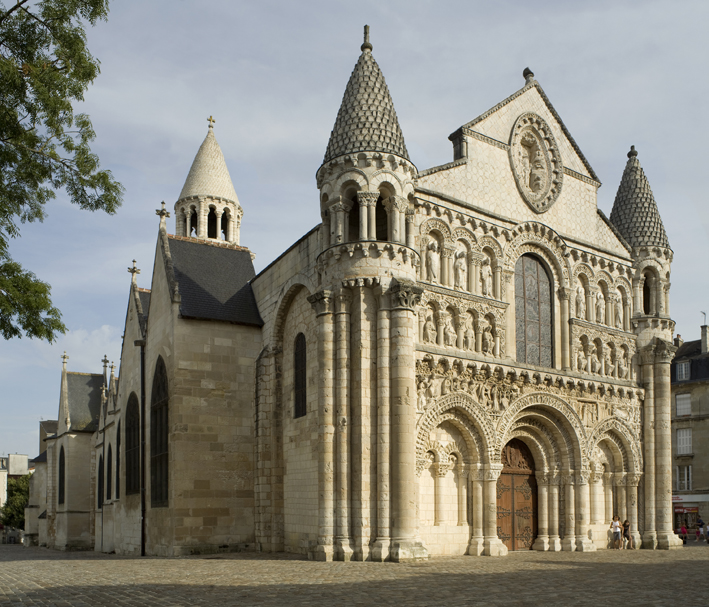
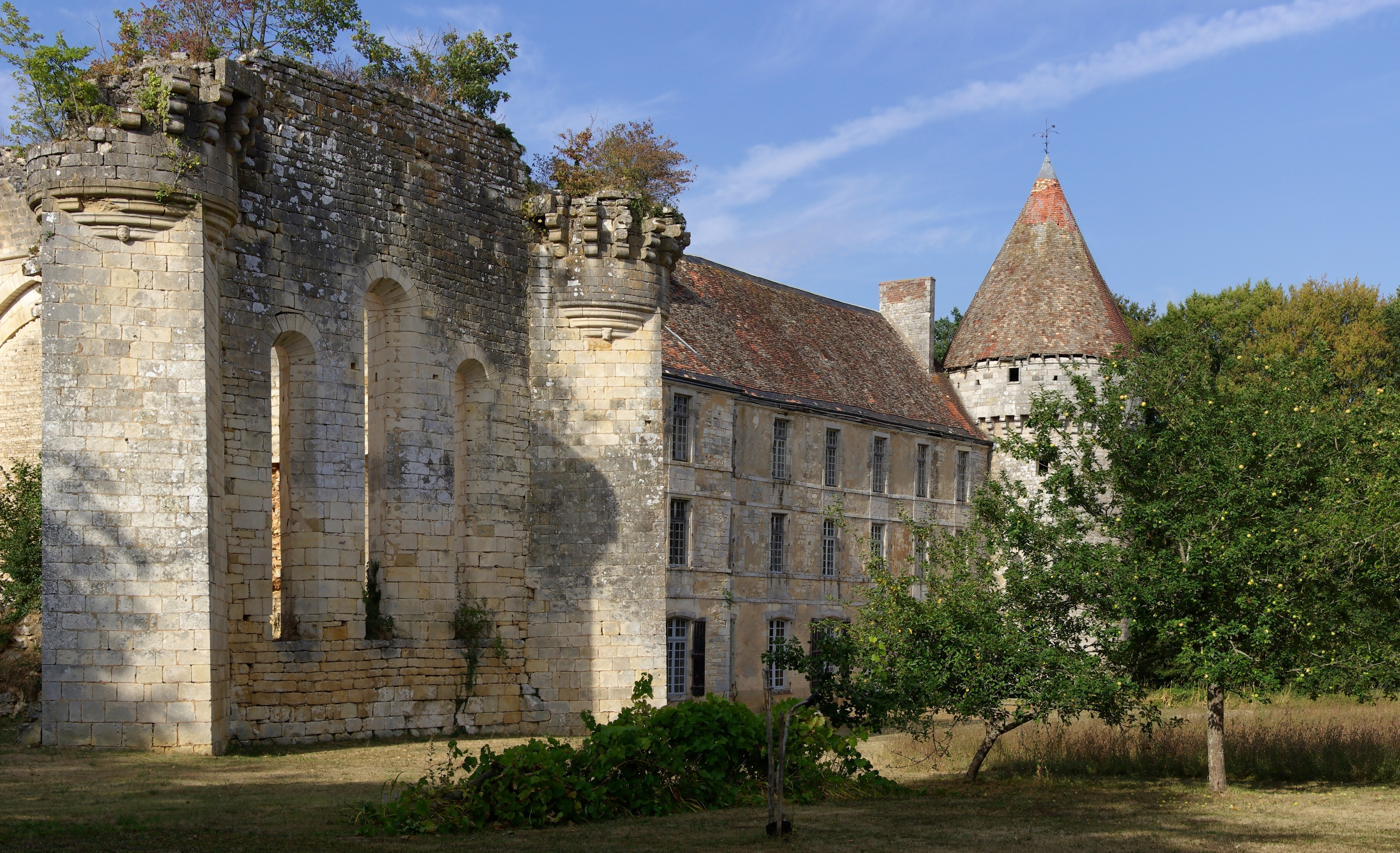
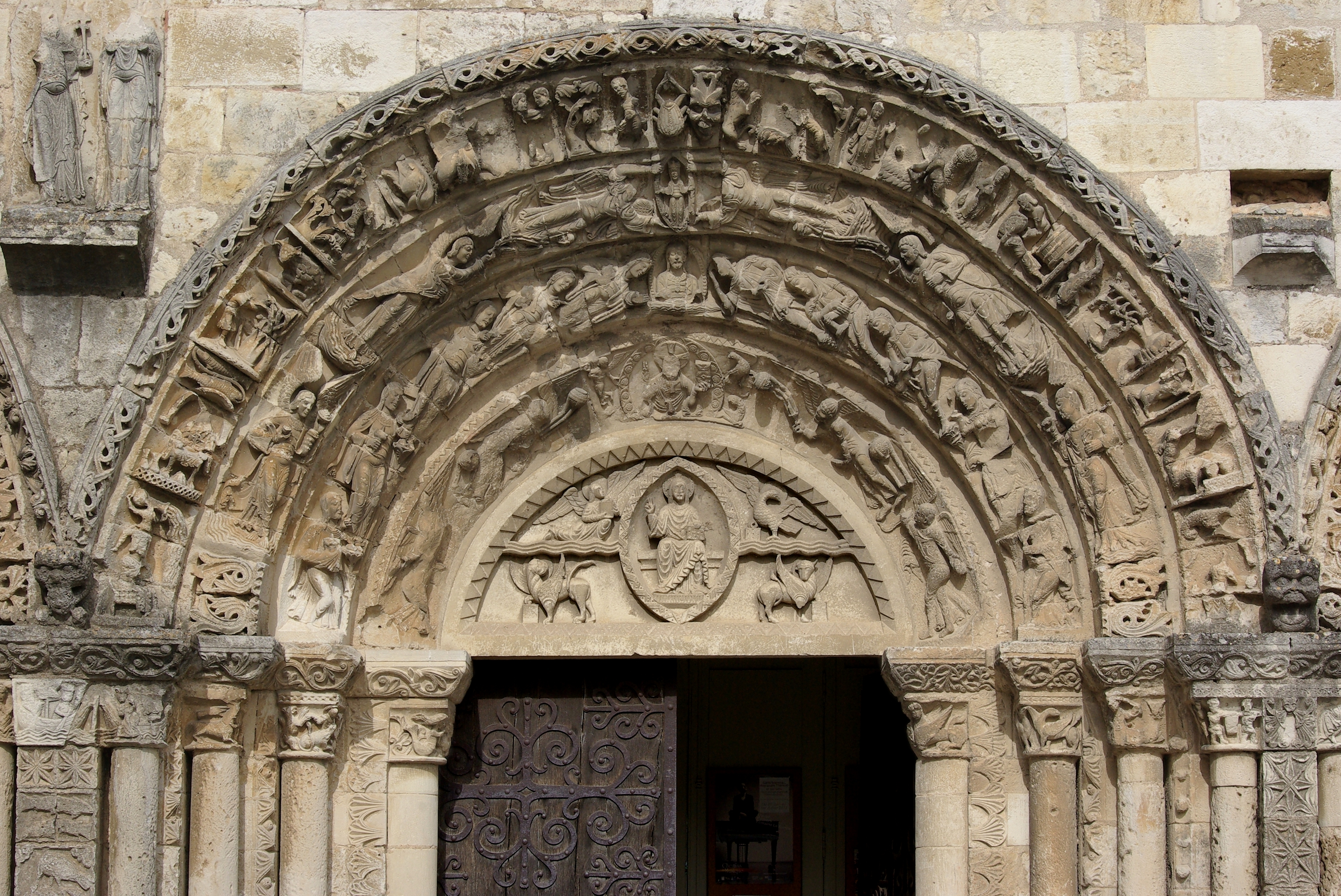
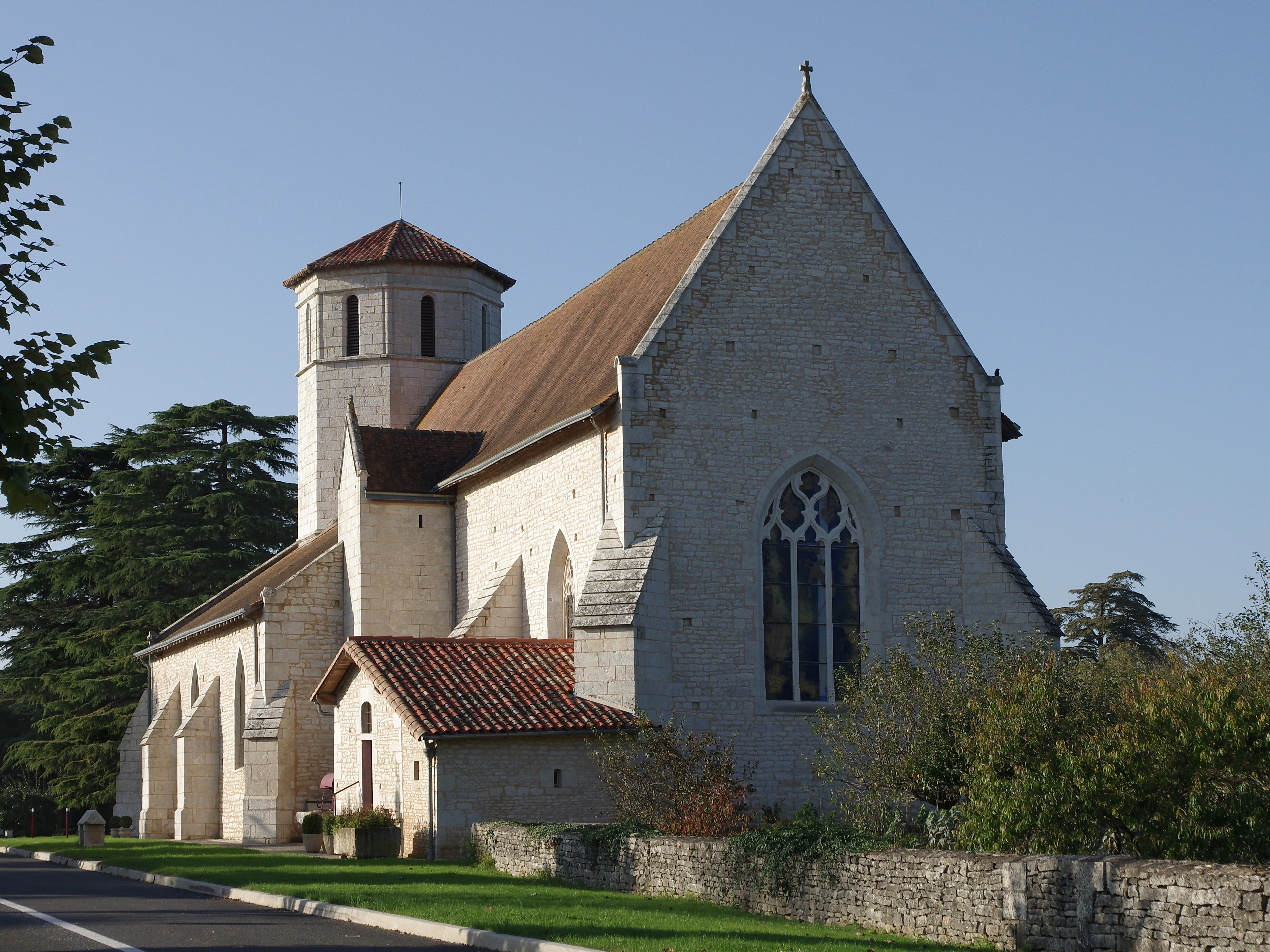
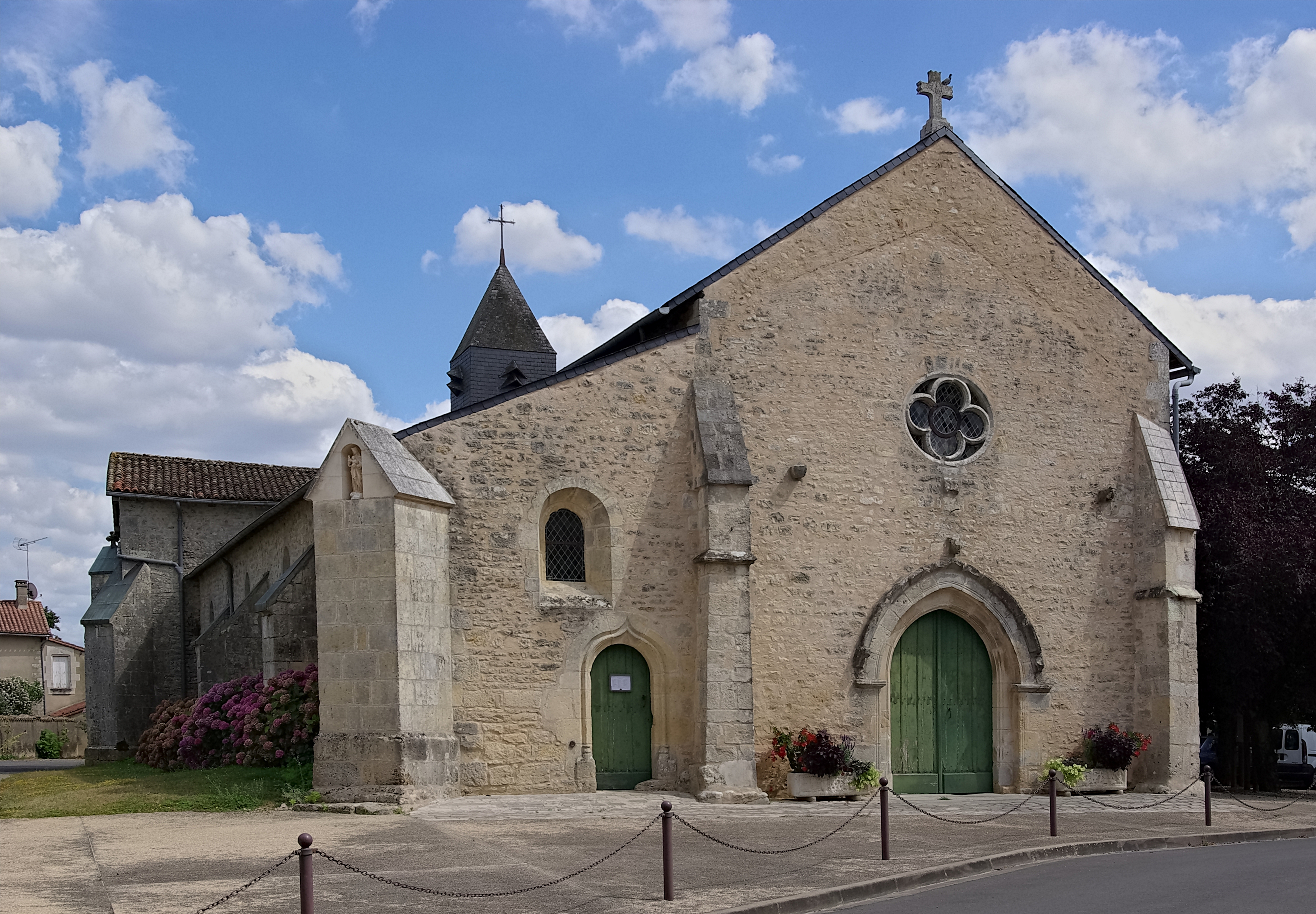

## أعلام
- بوسو من بروفانس
- أدريان أندريه